# Livsuppehållande behandling
Livsuppehållande behandling kallas vård utan vilken patienten hade avlidit, och syftar i synnerhet på sådan som upprätthåller vederbörandes vitalparametrar, andning, hjärtfunktion och blodcirkulation vid livshotande tillstånd, vid intensivvård och palliativ vård (vård i livets slutskede).
Till livsuppehållande behandling kan föras såväl avancerad medicinsk vård med läkemedel eller tekniska apparater (exempelvis respirator), som hjärt- och lungräddning vid plötsligt hjärtstopp.